# Карл Айгенман
Карл Генрі Айгенман (англ. Carl Henry Eigenmann, нар. 9 березня 1863, Обердердінген, Німеччина — пом. 24 квітня 1927, Сан-Дієго, США) — американський іхтіолог, фахівець у галузі систематики та поширення прісноводних риб Південної Америки. Разом зі своєю дружиною Розою Сміт Айгенман описав кілька сотень видів риб переважно з Північної та Південної Америки.

## Життєпис
Народився у 1863 році в містечку Обердердінген у Німеччині. 1877 року у 14 років емігрував зі своїми батьками до США. Уже через кілька років він вступив до університету Індіани, де навчався у біолога Девіда Стар Джордана. 1886 року Айгенман здобув ступінь бакалавра і переїхав до Каліфорнії, де познайомився з Розою Сміт, чиї роботи про риб західного узбережжя вже були відомі. 20 серпня 1887 року вони одружилися і разом вступили до Гарвардського університету, де вивчали колекції Луї Агассіза і Франца Штейндахнера й оприлюднили першу спільну працю.
У 1888 році вони переїхали до Сан-Дієго, Каліфорнія, де Карл працював куратором Товариства природознавства і допомагав в організації Біологічної лабораторії Сан-Дієго. 1889 року він здобув ступінь доктора наук в Індіані й став там у 1891 році професором зоології. Через рік Альберт Гюнтер профінансував першу експедицію Карла Айгенмана на північний захід Америки, де він зібрав безліч невідомих видів риб. Слідом за цим вирушило декілька експедицій з вивчення печерних риб і саламандр в Індіані, Техасі, Міссурі й на Кубі.
У 1908 році Карл Айгенман здійснив експедицію до Південної Америки вздовж річок Потаро й Ессекібо. Він повернувся з 25 000 зразками, які утворили пізніше основу для описання 128 нових видів, а також 28 нових родів. Згодом були поїздки до Колумбії (1912) та Анд (1918).
У 1923 році його прийняли до Національної академії наук США.
Після того, як в 1927 році у нього стався інсульт, сім'я повернулася до Сан-Дієго.

## Публікації
- «Лептоцефал американського вугра та інші американські лептоцефали» — The leptocephalus of the American eel and other American Leptocephali, C.H. Eigenmann et al, 1902.
- «Прісноводні риби Британської Ґаяни» — The Freshwater Fishes of British Guiana, including a study of the ecological grouping of species, and the relation of the fauna of the plateau of hatof the lowlands, C.H. Eigenmann, 1912.
- «Apareiodon, новий рід харациноподібних» — On Apareiodon, a new genus of characid fishes, 1916.
- «Риби західної Південної Америки» — The fishes of Western South America. Part I, C.H. Eigenmann, 1922.